# الدوري الكويتي 1962–63
أقيمت بطولة الدوري الكويتي الثانية في موسم 1962/1963، وقد شارك في هذه البطولة ستة فرق، وقد حصل نادي العربي على لقب البطولة للمرة الثانية على التوالي والثانية في تاريخه.

## ترتيب الفرق
| الفريق          | لعب | فاز | تعادل | خسر | له | عليه | النقاط |
| --------------- | --- | --- | ----- | --- | -- | ---- | ------ |
| نادي العربي     | 10  | 8   | 2     | 0   | 45 | 6    | 18     |
| نادي القادسية   | 10  | 7   | 1     | 2   | 26 | 11   | 15     |
| نادي الكويت     | 10  | 5   | 1     | 4   | 30 | 21   | 11     |
| ثانوية الشويخ   | 10  | 3   | 2     | 5   | 21 | 27   | 8      |
| الشرطة          | 10  | 2   | 1     | 7   | 11 | 36   | 5      |
| الكلية الصناعية | 10  | 1   | 1     | 8   | 14 | 46   | 3      |

## أرقام من البطولة
- أكثر الفرق تحقيقا للفوز هو نادي العربي بـ 8 انتصارات.
- أقل الفرق تحقيقا للفوز هو الكلية الصناعية بفوز واحد.
- أكثر الفرق تحقيقا للتعادل هو نادي العربي وثانوية الشويخ بتعادلين.
- أقل الفرق تحقيقا للتعادل هما نادي القادسية ونادي الكويت والشرطة والكلية الصناعية.
- أكثر الفرق تعرضا للخسارة هو الكلية الصناعية بـ 8 خسائر.
- أقل الفرق تعرضا للخسارة هو نادي العربي حيث لم يخسر.
- أكثر الفرق تسجيلا للأهداف هو نادي العربي بـ 45 هدف.
- أقل الفرق تسجيلا للأهداف هو الشرطة بـ 11 هدف.
- أكثر الفرق استقبالا للأهداف هو الكلية الصناعية بـ 46 هدف.
- أقل الفرق استقبالا للأهداف هو نادي العربي بـ 6 أهداف.